# Roy Turner
Roy Turner (Liverpool, 30 ottobre 1943) è un allenatore di calcio ed ex calciatore inglese naturalizzato statunitense.

## Carriera

### Calciatore

#### Club
Cresciuto nell Everton, viene ingaggiato dai gallesi del Bangor City, con cui vince la coppa del Galles 1961-1962. In seguito Turner si trasferisce in America: dapprima in Canada, per giocare nel Montreal Italia e poi negli Stati Uniti d'America negli Newark Ukrainian Sitch.
Nel 1967 passa ai Philadelphia Spartans, società militante nella NPSL I. Nel corso dello stesso anno si trasferisce ai Toronto Falcons, società anch'essa militante in NPSL I. Con gli Falcons ottiene il quarto posto della Western Division, non riuscendo così a classificarsi per la finale del campionato.
Nella stagione seguente, la prima stagione NASL, gioca nei Cleveland Stokers. Con gli Stokers raggiunge le semifinali per l'assegnazione del titolo, eliminati dai futuri campioni degli Atlanta Chiefs.
Nel 1969 passa ai Dallas Tornado, società in cui militerà sino al 1978. Con i Tornado vincerà il campionato 1971, sconfiggendo in finale  l'Atlanta Chiefs e raggiungerà la finale del torneo 1973, persa contro i Philadelphia Atoms.
Nelle vittoriose finali del 1971 Turner giocò per i Tornado tutte e tre sfide contro i georgiani dell'Atlanta Chiefs.

#### Nazionale
Naturalizzato statunitense, il 3 agosto 1973 Turner indossa la maglia degli USA esordendo nella sconfitta per 1-0 contro la Polonia. Il 16 ottobre seguente Turner fece la sua seconda ed ultima apparizione in nazionale, nella sconfitta per 2-0 contro il Messico.

##### Cronologia presenze e reti in Nazionale
| Cronologia completa delle presenze e delle reti in nazionale ― Stati Uniti | Cronologia completa delle presenze e delle reti in nazionale ― Stati Uniti | Cronologia completa delle presenze e delle reti in nazionale ― Stati Uniti | Cronologia completa delle presenze e delle reti in nazionale ― Stati Uniti | Cronologia completa delle presenze e delle reti in nazionale ― Stati Uniti | Cronologia completa delle presenze e delle reti in nazionale ― Stati Uniti | Cronologia completa delle presenze e delle reti in nazionale ― Stati Uniti | Cronologia completa delle presenze e delle reti in nazionale ― Stati Uniti |
| Data                                                                       | Città                                                                      | In casa                                                                    | Risultato                                                                  | Ospiti                                                                     | Competizione                                                               | Reti                                                                       | Note                                                                       |
| -------------------------------------------------------------------------- | -------------------------------------------------------------------------- | -------------------------------------------------------------------------- | -------------------------------------------------------------------------- | -------------------------------------------------------------------------- | -------------------------------------------------------------------------- | -------------------------------------------------------------------------- | -------------------------------------------------------------------------- |
| 3-8-1973                                                                   | Chicago                                                                    | Stati Uniti                                                                | 0 – 1                                                                      | Polonia                                                                    | Amichevole                                                                 | -                                                                          |                                                                            |
| 16-10-1973                                                                 | Città del Messico                                                          | Messico                                                                    | 2 – 0                                                                      | Stati Uniti                                                                | Amichevole                                                                 | -                                                                          |                                                                            |
| Totale                                                                     |                                                                            | Presenze                                                                   | 2                                                                          |                                                                            | Reti                                                                       | 0                                                                          |                                                                            |

### Allenatore
Ritiratosi dal calcio giocato, diviene allenatore dei Wichita Wings, società di calcio indoor, dal 1979 al 1986 e dal 1990 al 1991.

## Palmarès

### Calciatore
- Coppa del Galles: 1

Bangor City: 1962
- Campionato NASL: 1

Dallas Tornado: 1971